# Malborghetto-Valbruna
Malborghetto-Valbruna (em friulano:  Malborghet-Valbrune, em esloveno:  Naborjet-Ovčja ves; em alemão:  Malborgeth-Wolfsbach) é uma comuna italiana da região do Friuli-Venezia Giulia, província de Udine, com cerca de 1.035 habitantes. Estende-se por uma área de 120 km², tendo uma densidade populacional de 9 hab/km². Faz fronteira com Chiusaforte, Dogna, Pontebba, Tarvisio.

## Demografia
| Variação demográfica do município entre 1861 e 2011                               |
|                                                                                   |
| Fonte: Istituto Nazionale di Statistica (ISTAT) - Elaboração gráfica da Wikipedia |